# Because of You (brano musicale)
Because of You è un brano musicale del 1940, inciso da Tommy Tucker Time.
Nel 1952 Tony Bennett ne incise una cover nel suo primo album, Because of You. Fu poi reincisa da moltissimi altri artisti, tra cui Louis Armstrong, Les Baxter, Sammy Davis Jr., Connie Francis e Neil Sedaka.